# Vad banda
A vad banda (eredeti cím: The Wild Bunch) 1969-ben bemutatott amerikai westernfilm Sam Peckinpah rendezésében. A forgatókönyvet Sam Peckinpah és Walon Green írta, zenéjét Jerry Fielding szerezte.
Az Amerikai Egyesült Államokban 1969. június 18-án mutatták be a mozikban.

## Cselekmény
1913-ban Texasban Pike Bishop, egy katonának öltözött, öregedő, törvényen kívüliekből álló banda vezetője egy utolsó dobás: egy ezüstkészletet rejtő vasúti iroda kirablása után nyugdíjba vonul. A bandát Pike egykori társa, Deke Thornton támadja meg, aki a vasút által felbérelt és megbízott fejvadászok csapatát vezeti. A véres lövöldözés során a banda több mint fele meghal. Pike egy szerencsés véletlen folytán a mérsékeltek szakszervezetének felvonulását használja fel a menekülésük fedezésére, és a kereszttűzben számos polgár hal meg.
Pike Dutch Engstrommal, Lyle és Tector Gorch testvérekkel, valamint Angellel, az egyetlen túlélővel együtt lovagol el. Megdöbbennek, amikor a rablásból származó zsákmányról kiderül, hogy csali: ezüstpénz helyett acéllemezek. A férfiak újra összeállnak az öreg Freddie Sykes-szal, és Mexikó felé veszik az irányt.
Pike emberei átkelnek a Rio Grandén, és még aznap éjjel menedéket találnak abban a faluban, ahol Angel született. A falusiak felett Mapache tábornok, a mexikói szövetségi hadsereg korrupt, brutális tisztje uralkodik, aki feldúlja a környék falvait, hogy etesse csapatait, amelyek vesztésre állnak a forradalmár Pancho Villa erőivel szemben. Pike bandája felveszi a kapcsolatot a tábornokkal.
A féltékeny Angel meglátja Teresát, egykori szerelmét Mapache karjaiban, és agyonlövi, ezzel feldühítve Mapachét. Pike azzal hatástalanítja a helyzetet, hogy felajánlja, Mapachénak dolgozik.
Mapache megbízza a bandát, hogy lopjanak el egy fegyverszállítmányt az amerikai hadsereg egyik vonatáról, hogy Mapache feltölthesse csapatait, és megbékítse Mohr parancsnokot, a német katonai tanácsadóját, aki mintákat szeretne kapni az amerikai fegyverekből. A jutalom egy rejtekhelynyi aranypénz lesz.
Angel átadja az aranyból a saját részét Pike-nak cserébe azért, hogy egy láda puskát és lőszert küldjön egy Mapache elleni lázadócsoportnak. A rablás nagyjából a terv szerint halad, amíg Thornton különítménye fel nem bukkan a vonaton, amelyet a banda kirabolt. Az osztag a mexikói határig üldözi őket, de ismét kudarcot vallanak, amikor a rablók felrobbantják a Rio Grandén átívelő hidat, és az egész osztag a folyóba zuhan. Az üldözők ideiglenesen átcsoportosulnak egy folyóparti táborban, majd gyorsan újra a banda után erednek.
Pike és az emberei, tudván, hogy Mapache átverését kockáztatják, kitalálnak egy módot, hogy eljuttassák neki az ellopott fegyvereket anélkül, hogy Mapache átverné őket. Mapache azonban Teresa anyjától megtudja, hogy Angel ellopott egy láda fegyvert és lőszert, és ezt akkor fedezi fel, amikor Angel és Engstrom leszállítja az utolsó fegyvereket. Mapache seregétől körülvéve Angel kétségbeesetten próbál elmenekülni, csakhogy elfogják és megkínozzák. Mapache elengedi Engstromot, Engstrom pedig újra csatlakozik Pike bandájához, és elmondja nekik, mi történt.
Sykes-t Thornton különítménye megsebesíti, miközben tartalék lovakat biztosít. Pike bandájának többi tagja visszatér Agua Verdébe menedéket keresni, ahol részegen ünneplik a fegyverek átadását. Látják, hogy Angelt a tábornok kocsija mögé kötött kötéllel a földön vonszolják, és a prostituáltakkal való rövid hancúrozás és egy kis elmélkedés után Pike és a banda megpróbálja erőszakkal rávenni Mapache-t, hogy engedje szabadon Angelt, aki ekkor már alig él a kínzások után.
A tábornok látszólag engedelmeskedik, azonban a banda figyelése közben inkább elvágja Angel torkát. Pike és Engstrom dühösen lövi le Mapache-t az emberei szeme láttára.
A federalisták egy pillanatra annyira megdöbbennek, hogy nem viszonozzák a tüzet, aminek hatására Engstrom meglepetten felnevet. Pike nyugodtan célba veszi Mohr-t, és őt is megöli. Ez heves, véres lövöldözéshez vezet - amelyet a géppisztoly ural -, amelyben Pike és az emberei, valamint Mapache jelenlévő csapatainak nagy része és a megmaradt német tanácsadó is meghal.
Thornton végül utoléri őket. Engedi, hogy a banda megmaradt tagjai visszavigyék a bandatagok golyóktól szétlőtt holttesteit, hogy felvegyék a jutalmat, miközben úgy dönt, hogy ő maga marad, tudván, mi vár a bandára.
Egy idő után Sykes megérkezik a korábban látott mexikói lázadók egy csapatával, akik útközben végeztek az osztag maradékával. Sykes megkéri Thorntont, hogy tartson vele, és csatlakozzon a forradalomhoz. Thornton elmosolyodik, és velük lovagol.

## Szereplők
| Szerep                | Színész          | Magyar hang          | Magyar hang   |
| Szerep                | Színész          | 1. szinkron (1985)   | 2. szinkron   |
| --------------------- | ---------------- | -------------------- | ------------- |
| Pike Bishop           | William Holden   | Buss Gyula           | Kristóf Tibor |
| Dutch Engstrom        | Ernest Borgnine  | Gruber Hugó          | ?             |
| Deke Thornton         | Robert Ryan      | Szokolay Ottó        | ?             |
| Freddie Sykes         | Edmond O’Brien   | Bodor Tibor          | ?             |
| Lyle Gorch            | Warren Oates     | Halmágyi Sándor      | ?             |
| Angel                 | Jaime Sánchez    | Szabó Sipos Barnabás | ?             |
| Tector Gorch          | Ben Johnson      | Harsányi Gábor       | ?             |
| Mapache tábornok      | Emilio Fernández | Koroknay Géza        | ?             |
| Coffer                | Strother Martin  | Kristóf Tibor        | ?             |
| Pat Harrigan          | Albert Dekker    | Horkai János         | ?             |
| Wainscoat tiszteletes | Dub Taylor       | Makay Sándor         | ?             |
| Zamorra őrnagy        | Jorge Russek     | Kardos Gábor         | ?             |
| Herrera hadnagy       | Alfonso Arau     | Rosta Sándor         | ?             |
| Don José              | Chano Urueta     | Kenderesi Tibor      | ?             |
| McHale őrmester       | Stephen Ferry    | Orosz István         | ?             |
| Teresa                | Sonia Amelio     | Simorjay Emese       | ?             |